# Condado de Manresa
El condado de Manresa fue el término con que se denominó al extremo occidental del condado de Osona, a partir del Moyanés y del Bages; gracias a la expansión cristiana por tierras del al-Ándalus, el área, llamada condado de Manresa, se extendió hacia Noya, Segarra y Urgell.
En el último cuarto del siglo IX se inició una corriente emigratoria de gentes que se desplazaban desde las regiones del Pirineo y Prepirineo (Pallars, Alto Urgel y la Cerdanya), que estaban, por aquel entonces, superpobladas, hacia la parte central configurada por las actuales comarcas del Ripollés, el Valle del Lord, el Bergadá, Llusanés, la Plana de Vich, las Guillerías y Bages, que se encontraba despoblada como consecuencia de la revuelta de Aysun que diezmó la región. El área repoblada estaba rodeada por los condados que dominaba Wifredo el Velloso (878-897), el cual intervino organizando la administración eclesiástica y civil. En un principio, y cuando las características y la situación de la zona lo permitían, Wifredo, anexionaba las áreas repobladas a un condado ya existente: El Valle de Lord se incluyó en el condado de Urgel, y el pagús de Berga —el actual Bergadá— fue adjudicado al condado de la Cerdaña.
Por otra parte, la región central del Ripollés, Plana de Vic, Llusanés y las Guillerías, configuraban un territorio bien estructurado alrededor de la ciudad de Ausa con una tradición étnica propia (era el antiguo país de los ausetanos), debido a ello, Wifredo creó un distrito propio: el condado de Osona, al que se añadieron las tierras del Moyanés y del Bages, que, aunque éstas ya contaban con un núcleo tradicional —la ciudad de Manresa— así como con una personalidad histórica derivada de su pasado como país de los lacetanos, por su situación de primera línea de frontera con el islam y por su población, no tenían, sin embargo, suficiente peso para constituir una demarcación específica. De ahí el valor meramente geográfico y nunca jurídico de la expresión condado de Manresa conforme lo atestiguan los documentos a partir del año 906. La constatación del carácter local que adquiere esta expresión, es el hecho de que nunca hubo vizcondes de Manresa, en tanto que sí hubo vizcondes de Barcelona, de Gerona y de Osona.
El centro del condado era el pagus de Manresa, con una notable diferencia respecto al de Osona, debido a los privilegios que le otorgó el rey Odón en el 889 y 890. Las conquistas de este condado por tierras musulmanas se fijaban con torres de defensa llamadas manresanas. La denominación condado de Manresa cayó en desuso durante el siglo XII, cuando el territorio del antiguo condado quedó dividido en las veguerías que se constituyeron.
- Datos: Q2338948